# Tetrastemma unilineatum
Tetrastemma unilineatum är en djurart som tillhör fylumet slemmaskar, och som beskrevs av Louis Joubin 1910. Tetrastemma unilineatum ingår i släktet Tetrastemma och familjen Tetrastemmatidae. Inga underarter finns listade i Catalogue of Life.